# Inicjatywa Wdrożenia Zeroemisyjnych Autobusów
Inicjatywa Wdrożenia Zeroemisyjnych Autobusów (pot. Inicjatywa Clean Bus) – inicjatywa Unii Europejskiej będąca potwierdzeniem chęci wspólnego przyspieszenia państw członkowskich Unii odnośnie do rozwoju proekologicznych rozwiązań w zakresie komunikacji autobusowej.
Inicjatywa została ogłoszona 13 lipca 2017 przez komisarz ds. transportu Violetę Bulc, podczas odbywającego się w Brukseli Komitetu Regionów. Twórcy inicjatywy wskazali, że udział autobusów z napędem alternatywnym w 2017 wynosił około 10–12% (około 20 000 sztuk) z łącznej floty około 200.000 autobusów komunikacji miejskiej. Intencją sygnatariuszy jest zwiększenie tego udziału do 30% w 2025 (chodzi głównie o pojazdy o zerowej emisji). Celem jest co najmniej 2000 elektrycznych autobusów do końca 2019, co oznacza inwestycje w tabor przekraczające 1 miliard euro.
Inicjatywa jest oparta na trzech filarach:
- publiczna deklaracja popierająca wspólne ambicje miast i producentów w celu przyspieszenia wprowadzania zeroemisyjnych autobusów,
- stworzenie platformy wdrożeniowej, w ramach której organy publiczne, operatorzy transportu publicznego, producenci i organizacje finansowe będą mogły wspólnie osiągnąć planowane cele, a dokładnie poprawić przepływ informacji, ułatwić zrzeszanie się ważniejszych podmiotów, wykorzystanie potencjału inwestycji oraz opracowanie specjalistycznych w tym zakresie polityk,
- powołanie grupy eksperckiej, skupiającej podmioty reprezentujące dostawców i odbiorców[2][1].

Deklarację sygnowało 36 miast i regionów, jedenastu producentów i osiem instytucji transportowych. Z podmiotów polskich do inicjatywy przystąpiły: Zarząd Transportu Miejskiego w Warszawie, Gdynia, województwo pomorskie i przedsiębiorstwo Solaris.